# Johannesburg Indoor 1977
Il Johannesburg Indoor 1977 è stato un torneo di tennis giocato sul cemento. È stata la 1ª edizione del torneo, che fa parte del Colgate-Palmolive Grand Prix 1977. Si è giocato a Johannesburg in Sudafrica dall'8 al 14 marzo 1977.

## Campioni

### Singolare maschile
Björn Borg e  Guillermo Vilas hanno condiviso il titolo

### Doppio maschile
Bob Hewitt /  Frew Donald McMillan hanno battuto in finale  Charlie Pasarell /  Erik Van Dillen con il punteggio di 6–2, 6–0